# Kovács Péter (költő)
Kovács Péter, Kováts (Szentháromság, 1909. október 10. – Budapest, 1993. február 24.) romániai magyar költő, pedagógiai szakíró.

## Élete
A székelykeresztúri tanítóképzőben szerzett oklevelet (1928), Korond-Fenyőkúton (1931–36), majd Patakfalván, Parajdon, Fiatfalván tanított (1936–44).
Hároméves hadifogság után Budapesten telepedett le, ahol az ELTE Bölcsészettudományi Karán fejezte be tanulmányait (1948). A neveléstudomány doktora (1969), címzetes főiskolai tanár (1974). Részt vett a magyarországi román nyelvű iskolák tanszemélyzetének nyelvi képzésében.

## Munkássága
Írói pályáját versekkel kezdte, Gyónás című verskötete Tompa László biztató előszavával és Tomcsa Sándor címlaprajzával jelent meg (Székelyudvarhely, 1934). Szerepelt a Kemény Zsigmond Társaság felolvasó ülésén is (1935). Újabb verseskötete: Tükör előtt, Wesselényi Miklós közíró előszavával (Marosvásárhely, 1937). Szövetkezetszervező munkásságát előbb Bözödi György méltatta Székely bánja című kötetében (1938), majd ő maga is feldolgozta patakfalvi jegyzeteit a Termésben Ingyenmunka címmel (1943).
Kemény G. Gáborral együtt szerkesztette A szomszéd népekkel való kapcsolataink történetéből című dokumentum- és szöveggyűjtemény (Budapest, 1962) a román-magyar kapcsolatokra vonatkozó részét. Az ELTE 120 éves Román Filológiai Tanszéke kiadásában megjelent Magyar-román filológiai tanulmányok című munkája (Budapest, 1984).